# Árni Frederiksberg
Árni Frederiksberg, né le 13 juin 1992 à Saltangará dans les Îles Féroé, est un footballeur international féroïen qui joue au poste d'ailier droit pour le KÍ Klaksvík.

## Biographie
Au delà de son activité de footballeur semi-professionnel, Árni Frederiksberg est également PDG de Kjølbro Heilsøla, une société qui importe des produits alimentaires. Il déclara pour Eurosport :  "Nous avons des fournisseurs aux Pays-Bas, en Irlande, en Norvège, en Suède et au Danemark. Nous dépendons donc de ces pays d'Europe pour importer de la nourriture pour les habitants des Îles Féroé".

### Carrière en club

#### Début et premières gloires au NSÍ Runavík (2011-2018)
Árni Frederiksberg passe la majeure partie de sa carrière dans son club d'enfance, le NSÍ Runavík.
Le 15 avril 2011, il fait ses débuts pour le NSÍ en rentrant en jeu à la 64e minute contre Víkingur Gøta pour le compte de la 2e journée de championnat. Il a alors 18 ans.
Le 28 août 2011, Árni marque son premier but avec Runavík lors de la 19e journée Vodafonedeildin. L'équipe gagne 2-1 contre le B68 Toftir.
Seulement des années plus tard lors de la saison 2017, Frederiksberg remporte son premier trophée, la coupe des Îles Féroé. Le NSÍ Runavík gagne contre le B36 Tórshavn le 26 août 2017. Néanmoins Frederiksberg n'est pas sur la feuille de match.

#### Passage au B36 Tórshavn (2019-2020)
Le 1er novembre 2018, Frederiksberg signe un pré-contrat avec le B36 Tórshavn, dont il est immédiatement devenu l'un des principaux acteurs.

#### Montée en puissance et rêve d'Europe (2021-2023)
Le 8 janvier 2021, Árni signe avec KÍ Klaksvík et devient l'un des meilleurs joueurs de la ligue 
Il est l'un des acteurs majeurs de Klaksvík lors de la campagne européenne du club féroïen en 2023. Le KÍ réalise alors un exploit historique, étant le premier club des Îles Féroé à se qualifier à une compétition européenne. Frederiksberg et ses coéquipiers se qualifient pour la première fois en Ligue Europa Conférence.
Lors de la saison 2023, Frederiksberg est l'un des meilleurs joueurs de KÍ lors des qualifications de l'UEFA Champions League, après avoir marqué 6 buts, 3 doublés. Il a marqué ses doublés respectivement contre Ferencváros TC au match retour du premier tour, BK Häcken au match retour du deuxième tour et Molde FK. L'exploit est d'autant plus immense que les clubs sont chacun champion dans leur pays (Hongrie, Suède et Norvège).
A l'occasion du match aller contre le BK Häcken, Frederiksberg raconta sa journée type : J'ai travaillé tous les jours de 8h à 16h avec pas mal de réunions et d'appels et je m'entraînais de 17h à 20h avec l'équipe. Mais le mercredi, comme nous jouions le soir, j'ai travaillé jusqu'à midi puis j'ai un peu télétravaillé depuis chez moi, je gère des appels pour l'entreprise puis je dois jouer un match de Ligue des champions. Ensuite, on s'est retrouvé dans l'après-midi avec l'équipe pour manger avant le match et nous avons joué".
Contre Molde FK, son doublé permet, lors du match aller du troisième tour de qualification, de renverser le score de 0-1 à 2-1 en seconde période.

### Équipe des Îles Féroé

#### Première sélection en équipe des Îles Féroé
Le 11 octobre 2015, Frederiksberg entre en jeu à la 69e minute à la place de Sølvi Vatnhamar. Les Îles Féroé perdent le match 0-3 contre la Roumanie au Tórsvøllur en phase qualificative pour l'Euro 2016.

## Palmarès

### En club
| NSÍ Runavík (1) | B36 Tórshavn                                                                            | KÍ Klaksvík (6) |
| - Betrideildin: - Vice-champion : 2015, 2018 - Coupe des Îles Féroé : - Champion : 2017 - Finaliste : 2015 - Supercoupe des Îles Féroé : - Finaliste : 2018 | - Betrideildin : - Vice-champion : 2019 - Supercoupe des Îles Féroé: - Finaliste : 2019 | - Betrideildin: - Champion : 2021, 2022, 2023 - Coupe des Îles Féroé : - Champion : 2017 - Supercoupe des Îles Féroé : - Champion : 2022, 2023 |

### Distinctions individuelles
- Meilleur buteur de la phase de qualification en ligue des champions en 2023 (6 buts)